# Schismadillo spinosus
Schismadillo spinosus is een pissebed uit de familie Armadillidae. De wetenschappelijke naam van de soort is voor het eerst geldig gepubliceerd in 1992 door Lewis.